# Tropicana Products
A Tropicana Products é uma empresa fabricante de sucos com sede em Chicago, no estado do Illinois nos Estados Unidos. 
A empresa foi fundada em 1947 em Bradenton, Flórida, em 1954 desenvolveu o processo de pasteurização rápida para sucos com a linha Tropicana Pure Premium, em 1978 foi vendida para a Beatrice Foods em 1980 foi vendida para a Seagram e começou a vender produtos fora dos Estados Unidos, em 1995 foi vendida para a Dole Food Company e em 1998 para a PepsiCo.
A empresa dá nome ao estádio Tropicana Field do time de beisebol da MLB Tampa Bay Rays da Flórida.